# Park Narodowy Małej Inagui
Park Narodowy Małej Inagui (ang. Little Inagua National Park) – park narodowy znajdujący się na Bahamach, na wyspie Mała Inagua (ang. Little Inagua) w południowej części archipelagu Bahamów.
Park został założony w 2002 roku. Objął obszar wyspy Mała Inagua o powierzchni 31 600 akrów (ok. 127 km²) wraz z otaczającymi ją w promieniu 100 sążni wodami morskimi, co łącznie daje obszar chroniony o powierzchni 62 800 akrów.
Mała Inagua jest największą niezamieszkałą wyspą Karaibów w szerokim tego słowa znaczeniu. Na wyspie nie występują źródła wody słodkiej, jednak bogaty w składniki odżywcze ciepły Prąd Antylski opływający ją od południowego wschodu przyczynia się do dużej bioróżnorodności na tym obszarze.
Wyspa jest udokumentowanym miejscem gniazdowania wielu krytycznie zagrożonych gatunków żółwi morskich.